# Martin Grothkopp
Martin Grothkopp est un bobeur et athlète allemand, né le 21 juin 1986 à Dresde.

## Biographie
Il est médaillé de bronze du relais 4 × 400 mètres aux Championnats d'Europe espoirs d'athlétisme 2007.
Il remporte aux Championnats du monde de bobsleigh la médaille d'or de bob à quatre en 2017 et la médaille d'or par équipe mixte en 2015.
Aux Jeux olympiques d'hiver de 2018, il est sacré champion olympique du bob à quatre avec Francesco Friedrich, Thorsten Margis et Candy Bauer.

## Palmarès

### Jeux Olympiques
- : médaillé d'or en bob à 4 aux JO 2018.

### Championnats monde
- : médaillé d'or en bob à 4 aux championnats monde de 2017, 2019 et 2020.
- : médaillé d'or en équipe mixte aux championnats monde de 2015.

### Coupe du monde
- 34 podiums  : 
  - en bob à 2 : 4 victoires et 4 deuxièmes places.
  - en bob à 4 : 13 victoires, 6 deuxièmes places et 7 troisièmes places.
- 1 podium en équipe mixte : 1 victoire.

#### Détails des victoires en Coupe du monde
| Édition   | Bob à 2           | Bob à 4                                        |
| 2014-2015 | La Plagne         |                                                |
| 2016-2017 | Altenberg         |                                                |
| 2018-2019 | Sigulda Königssee | Winterberg Altenberg Igls Saint-Moritz Calgary |
| 2019-2020 |                   | Winterberg Igls Königssee                      |
| 2020-2021 |                   | Saint-Moritz Königssee                         |
| 2021-2022 |                   | Igls Altenberg Winterberg                      |